# NGC 1853
NGC 1853 (również PGC 16911) – galaktyka spiralna z poprzeczką (SBcd), znajdująca się w gwiazdozbiorze Złotej Ryby. Odkrył ją John Herschel 4 grudnia 1834 roku.